# Gouania blanchetiana
Gouania blanchetiana är en brakvedsväxtart som beskrevs av Friedrich Anton Wilhelm Miquel. Gouania blanchetiana ingår i släktet Gouania och familjen brakvedsväxter. Inga underarter finns listade i Catalogue of Life.